# 泉中央公園
泉中央公園（いずみちゅうおうこうえん）は、神奈川県横浜市泉区和泉中央南4-22にある公園。泉親衡に関する伝承地に建設されている。

## 概要
相鉄いずみ中央駅東側にある高台の公園である。1986年（昭和61年）に泉区と共に誕生し、再整備事業をへて2016年（平成28年）3月にリニューアル開園している。
公園とその周辺には、鎌倉時代の1213年（建暦3年）に北条義時を倒すため泉親衡の乱を起こした泉親衡にまつわる伝説が多い。泉中央公園は、1988年（昭和63年）に横浜市登録地域史跡「泉小次郎伝承地」に登録され、雨乞いが行われたと伝わる「泉小次郎馬洗の池」という池がある。
このほか、園内には空充秋製作の彫刻などがある。

## 泉小次郎親衡館

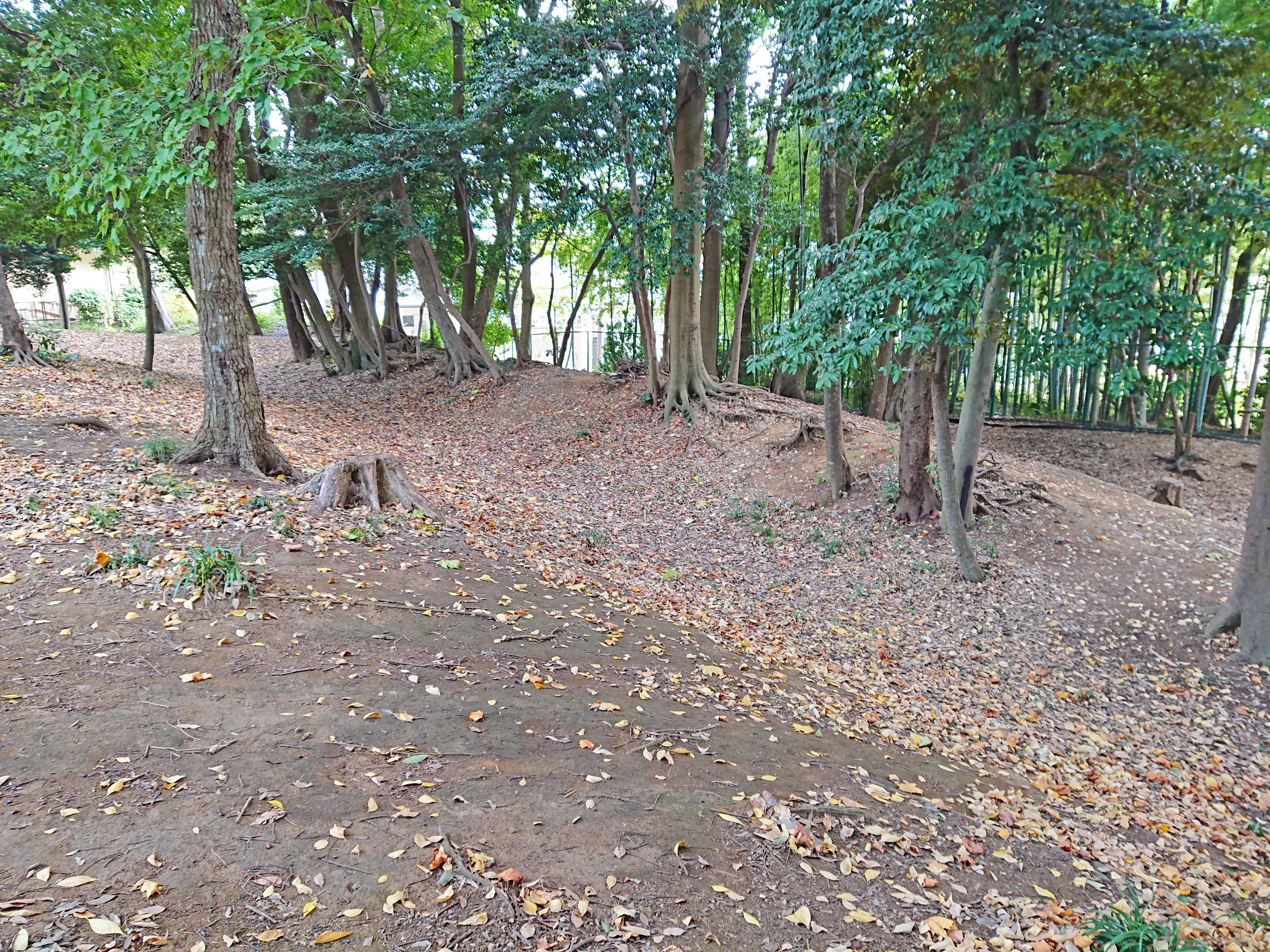
泉小次郎親衡館の土塁と空堀跡。

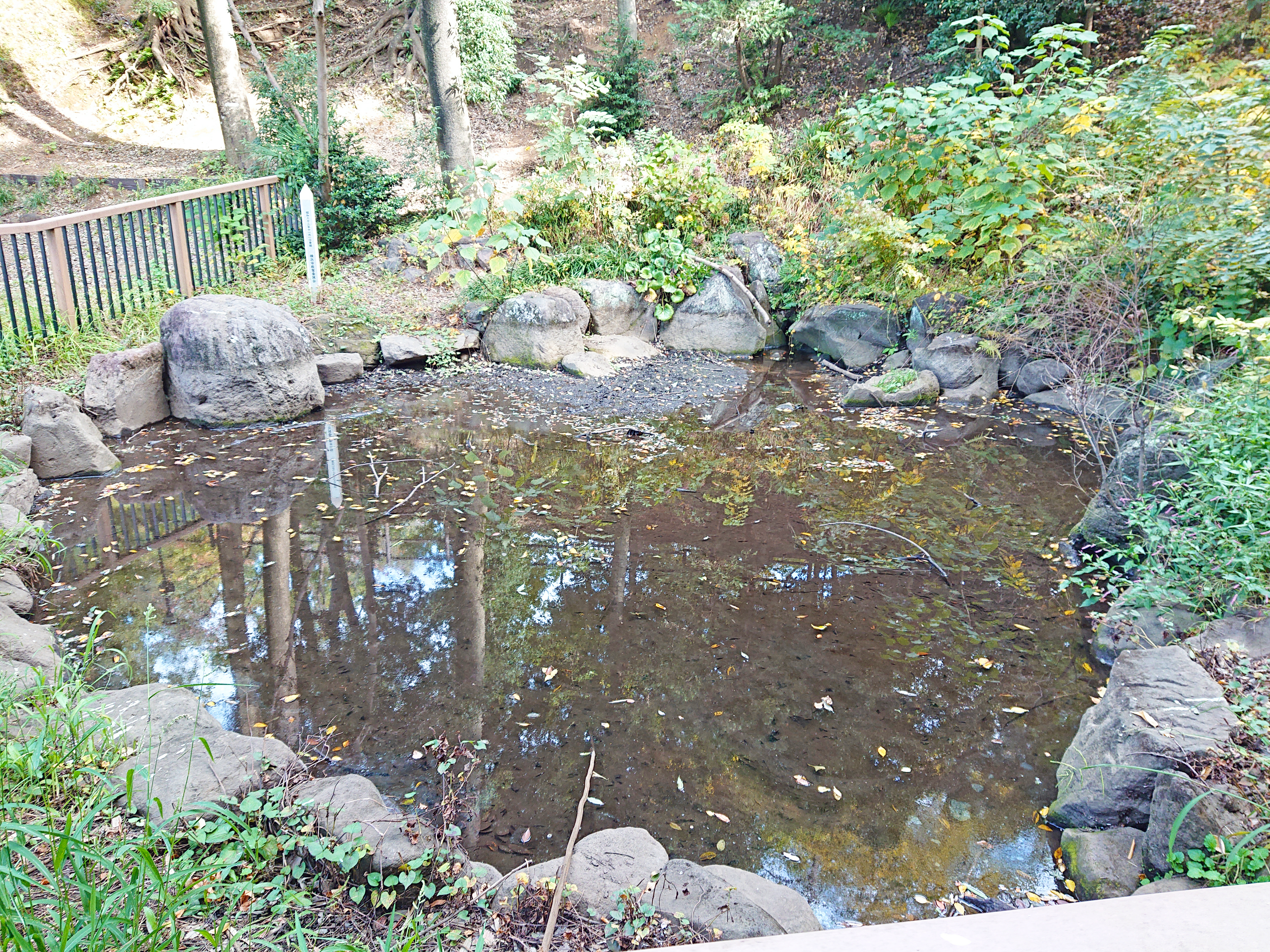
泉小次郎伝承地。小次郎馬洗いの池。

公園内には城跡遺跡も存在しており、発掘調査で土塁や空堀が発見された。これは泉小次郎親衡館と呼ばれ、親衡の城だとして伝承地に含まれるが、時代が新しく、本当に親衡に関わる遺跡かは良くわかっていない。

## 詳しく載っている本
- 埋蔵文化財センター『埋文よこはま33号』2016年（平成28年）3月22日発行
- 泉区小史発行委員会「長福寺と伝泉小次郎館跡」『いずみいまむかし-泉区小史-』72～74ページ 1996年（平成8年）11月3日発行

## 参考資料
- 横浜市ふるさと歴史財団埋蔵文化財センター  『泉中央公園遺跡発掘調査報告書－泉中央公園施設改良工事に伴う埋蔵文化財調査－』横浜市泉土木事務所 2017年（平成19年）6月30日発行